# グリーンファイヤーテトラ
グリーンファイヤーテトラ（学名：Aphyocharax rathbuni）は、全長4cm程の小型カラシン。特徴的な体色からこの名で呼ばれる。

## 分布
アルゼンチン、パラグアイ

## 特徴
背側は緑色、腹部は頭側から腹鰭までが銀色、それ以下の下腹部と尾鰭の付け根付近は赤という体色をしている。
鑑賞魚用として養殖個体が市場に出回っている。